# Rote Spitze (Villgratner Berge)
Die Rote Spitze ist mit einer Höhe von 2956 m ü. A. der zweithöchste Berg der Villgratner Berge. Sie liegt südlich von St. Jakob in Defereggen und östlich der österreichisch-italienischen Grenze.
Der unmittelbare Nachbargipfel östlich der Roten Spitze ist die etwas höhere Weiße Spitze (2962 m). Die Namensgebung beider Gipfel ist aber nicht eindeutig. Hier wird die Sicht des Bundesamts für Eich- und Vermessungswesen wiedergegeben. Nach Ansicht der Bewohner des Defereggentales werden die Bergnamen allerdings vertauscht, die Rote Spitze wäre danach die östliche und höhere. 
(Zur Namensproblematik und zur Verwechslung von Weißer und Roter Spitze siehe auch den Abschnitt Höchster Gipfel in Villgratner Berge.)
Die Rote Spitze (2956 m, westlicher Gipfel der beiden genannten) kann sowohl vom Defereggental aus – über Brugger Alm (1818 m), Ragötzlalm (2115 m) und Gschrittlenke (2738 m) –, als auch vom Villgratental aus – über die Oberstalleralm (1883 m) und Gschrittlenke – bestiegen werden. Die letzten 150 Höhenmeter zum Gipfel weisen Kletterschwierigkeit I+ auf. Einzelne Stellen sind hier durch Stahlseile gesichert. Es ist Trittsicherheit erforderlich.
Die Überschreitung von der Roten zur Weißen Spitze ist bei Kletterern durchaus beliebt. Die Strecke ist nicht markiert (Kletterschwierigkeit III-).